# Phractocephalus yaguaron
Phractocephalus yaguaron es una especie de pez pimelódido siluriforme de agua dulce extinto del género Phractocephalus, cuya única especie viviente es denominada comúnmente cajaro , bagre torre o pirarara y vive en las cuencas del Amazonas y del Orinoco. P. yaguaron, en cambio, habitó durante el Mioceno tardío en lo que hoy es el nordeste de la Argentina.

## Taxonomía

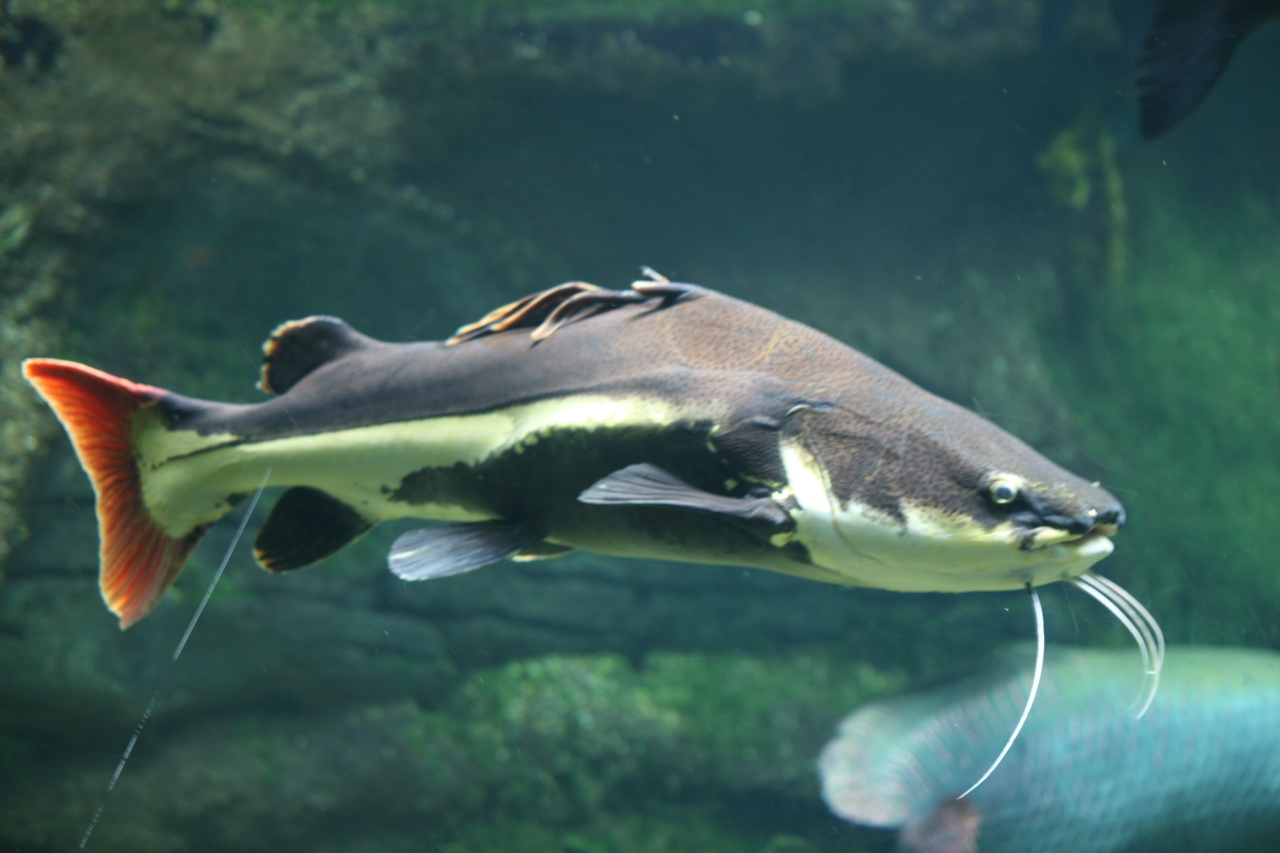
Un pirarara o bagre torre (Phractocephalus hemioliopterus), única especie viviente del género Phractocephalus.

Esta especie fue descrita originalmente en el año 2019 por Sergio Bogan y Federico Lisandro Agnolín.
Holotipo
El ejemplar holotipo designado es el catalogado como: MACN Pv 16086; se trata de una porción anterior incompleta del cráneo que incluye el frontoetmoide/vomerina. Se encuentra depositado en la colección de ictiología del museo de ciencias naturales Bernardino Rivadavia (MACN-Ict), situado en la capital argentina, la ciudad de Buenos Aires.
Etimología
Etimológicamente, el término genérico Phractocephalus se construye con palabras del idioma griego, en donde: phraktos significa ‘valla’ y kephale es ‘cabeza’.
El epíteto específico yaguaron es la palabra con la que se conocía en la cultura de la etnia de los guaraníes a una criatura mítica que habitaba en las profundidades del río Paraná.

### Historia taxonómica
En el año 2016, María de las Mercedes Azpelicueta y Alberto Luis Cione describieron una especie extinta del género Phractocephalus, a la cual denominaron Phractocephalus ivy. La misma se sustentó sobre un ejemplar tipo, acompañado por varias otras muestras como paratipos. Sin embargo, un análisis de la serie tipo efectuado por Sergio Bogan y Federico Agnolín comprobó que el espécimen tipo no correspondía al género Phractocephalus, siendo en realidad un ejemplar del género Steindachneridion, por lo cual se debió recombinar la especie, trasladándola a ese género, quedando la misma como Steindachneridion ivy. Respecto al resto del material, este sí correspondía al género Phractocephalus; como el mismo no concordaba con las especies fósiles ni con la única viviente de ese género, pasaron a caracterizarla y describirla formalmente como una nueva especie.

## Caracterización
Esta especie es reconocible por presentar la siguiente combinación de caracteres: 
- mesetmoide transversalmente ancho y fuertemente ornamentado;
- margen anterior de mesetmoide cóncavo;
- etmoides laterales que muestran margen orbital lateral con una muesca (no observable en la muestra de holotipo);
- los frontales carecen de una proyección anterior que no alcanza el margen posterior de la muesca formada por las cápsulas olfativas.[2]

La comparación de las medidas del cráneo de P. yaguaron y de un espécimen estándar de P. hemiliopterus y una extrapolación con su longitud corporal (especie con longitud máxima de 130 cm) indicó que la longitud del espécimen holotipo de P. yaguaron era de alrededor de 200 cm.

## Distribución y edad atribuida
Sus restos fueron recuperados de distintas localidades próximas a la ciudad de Paraná (ubicada en la ribera izquierda del río homónimo), en el oeste de la provincia de Entre Ríos (de la cual es su capital), es decir, a alrededor de 2000 km al sur de la distribución actual del género.
Los materiales fueron exhumados de sedimentos correspondientes a los perfiles estratigráficos inferiores de la formación fluvial Ituzaingó; dicho horizonte de soporte es denominado “Conglomerado osífero” de la región mesopotámica de la Argentina. La edad atribuida es del Tortoniense (Mioceno tardío).
Fauna acompañante
La fauna de agua dulce acompañante poseía linaje tropical, estando relacionada con la que vivía durante el Mioceno en la parte septentrional de Sudamérica, hecho que obedecería a que las temperaturas durante ese periodo eran mayores a las actuales para esa región austral y a postuladas conexiones biogeográficas e hidrográficas entre las cuencas amazónica y del Plata, al menos, hasta el Mioceno temprano.